# Landesfürstliche Burg
Die Landesfürstliche Burg ist eine um 1470 von Herzog Sigmund von Österreich-Tirol erbaute Gebäudeanlage, die mitten in der Stadt Meran (Burggrafenamt, Südtirol) liegt und diesem als Stadtresidenz diente. Kaiser Maximilian war mehrmals hier zu Gast.
Die Gebäudegruppe gleicht mehr einem kunstvoll gestalteten festen Haus mit schwacher Umfassung als einer voll entwickelten Burganlage. Von manchen Fachautoren der Burgenforschung wird die Anlage sogar nur als früher Ansitz gewertet, obwohl die landesfürstliche Burg Stadtsitz des hochadeligen Tiroler Landesherrn, seines örtlichen Land- und Stadtrichters sowie des sogenannten Kelleramts mit dem „Kellner an Meran“ (Verwalter, Steuereinnehmer) war. Einige der Innenräume sind mit Fresken ausgestattet, die auf die Zeit Herzog Sigmunds und seiner ersten Frau Eleonore von Schottland zurückgehen. Im 16. Jahrhundert wurde der ursprüngliche Bau umgestaltet. Im Inneren befinden sich qualitätvolle holzgetäfelte Stuben und die Inneneinrichtung aus dem Spätmittelalter. Auch einige Waffen wie Lanzen und Hellebarden sind erhalten geblieben bzw. wurden zusammengetragen.
Der im späten 19. Jahrhundert geplante Abriss der Burg wurde von David von Schönherr dank einer breit angelegten Initiative erfolgreich verhindert. Das restaurierungsbedürftige Gebäude wurde durch den Dombaumeister Friedrich von Schmidt historisierend neu gestaltet.
Heute ist das Museum Landesfürstliche Burg im Besitz der Stadtgemeinde Meran und öffentlich zugänglich. Sie wird auch für standesamtliche Trauungen genutzt.

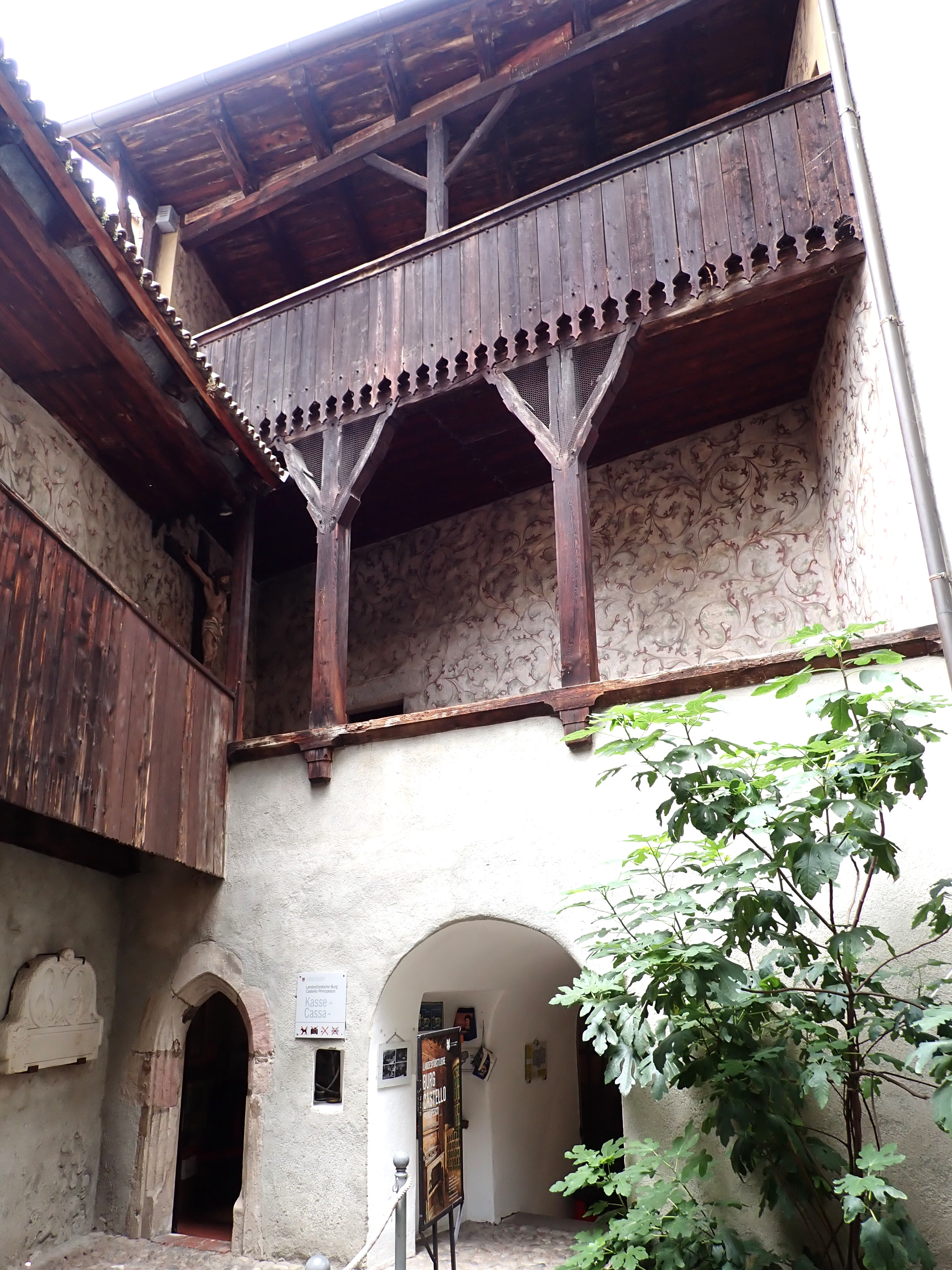
Innenhof der Landesfürstlichen Burg in Meran